# Mondovì
Mondovì (Ël Mondvì [əlmʊn'dwi] in piemontese; Ër Mondvì in dialetto monregalese; Regalis in Pedemonte o Mons Vici in latino) è un comune italiano di 22 242 abitanti della provincia di Cuneo in Piemonte.

## Geografia fisica

### Territorio
Città situata tra montagna, collina e pianura: quest'ultima è a nord, verso Torino, distante circa 75 km; la parte posta su un colle a est guarda verso le Langhe; verso sud e ovest guarda verso le Alpi.
La CIttà si sviluppa su più livelli: il rione Piazza, posto sulla collina (560 m s.l.m.) denominata del Monte Regale (da cui il nome dei suoi abitanti), è il nucleo originario; i rioni di Breo, Pian della Valle, Carassone, Borgato e Rinchiuso sono collocati in basso, lungo il torrente Ellero (affluente del Tanaro); ebbero il loro massimo sviluppo tra '700 e '800, con la nascita di attività manifatturiere, di fabbriche e con l'arrivo della ferrovia; il rione Altipiano è la zona residenziale più abitata e moderna, unitamente al rione Ferrone.

### Clima
Dal 1984 è presente nella città la stazione meteorologica di Mondovì, collocata alla sommità della Torre Bressani nei Giardini del Belvedere (Parco del Tempo), mentre anni addietro era in funzione a Mondovì la stazione del Servizio Meteorologico dell'Aeronautica Militare che venne dismessa nel 1962.

## Origini del nome
Il nome del comune deriva della parole latine Mons (monte) e vicus (strada, villaggio), da cui derivano le attestazioni Mons de Vicis, Mons de Vico e Mons Vici da cui la derivazione "Mondovì".
Invece altre attestazioni indicano l'origine del nome dal piemontese Mont ëd Vì (Monte di Vico), derivante dalla posizione della cittadella, posta al di sopra della città di Vicoforte.
Gli abitanti, invece, prendono il nome di "monregalesi", che deriva da Mons Regalis ovvero il nome con cui era nominata prima la città.
Mondovì in epoca medievale era denominata Mons o Mons Regalis, talvolta, anche se raramente, definita villa; il nome "Mondovì" risulta invece attestato nelle fonti a partire dal 1500.

## Storia

### Antichità
La zona fu abitata dall’uomo fin dall’Età del Bronzo. Rientrante nel territorio dei Liguri Bagienni durante l’antichità, fu successivamente occupata dai romani che nel II sec. a.C. costruirono una grande città nelle sue vicinanze: Augusta Bagiennorum (attuale Bene Vagienna). Antichi insediamenti romani sono stati rinvenuti in località Breolungi che, in epoca successiva, costituì un importante avamposto bizantino, di fronte all'avanzata dei Longobardi, similmente a Morotia (Morozzo) e al Mons Fortis (Monforte). Non a caso, per più di 60 anni, il limes tra Longobardi e Bizantini, che mantenevano faticosamente il controllo dell'antica provincia della Liguria, fu costituito dai fiumi Stura e Tanaro: confine che tale rimase, per secoli, a delimitare la Longobardia Occidentale (poi Piemonte) dalla Liguria.

### Medioevo ed epoca moderna
Nei pressi di Mondovì esistette tra il IX e XI secolo il comitato di Bredolo, oggi Breolungi, frazione di Mondovì.

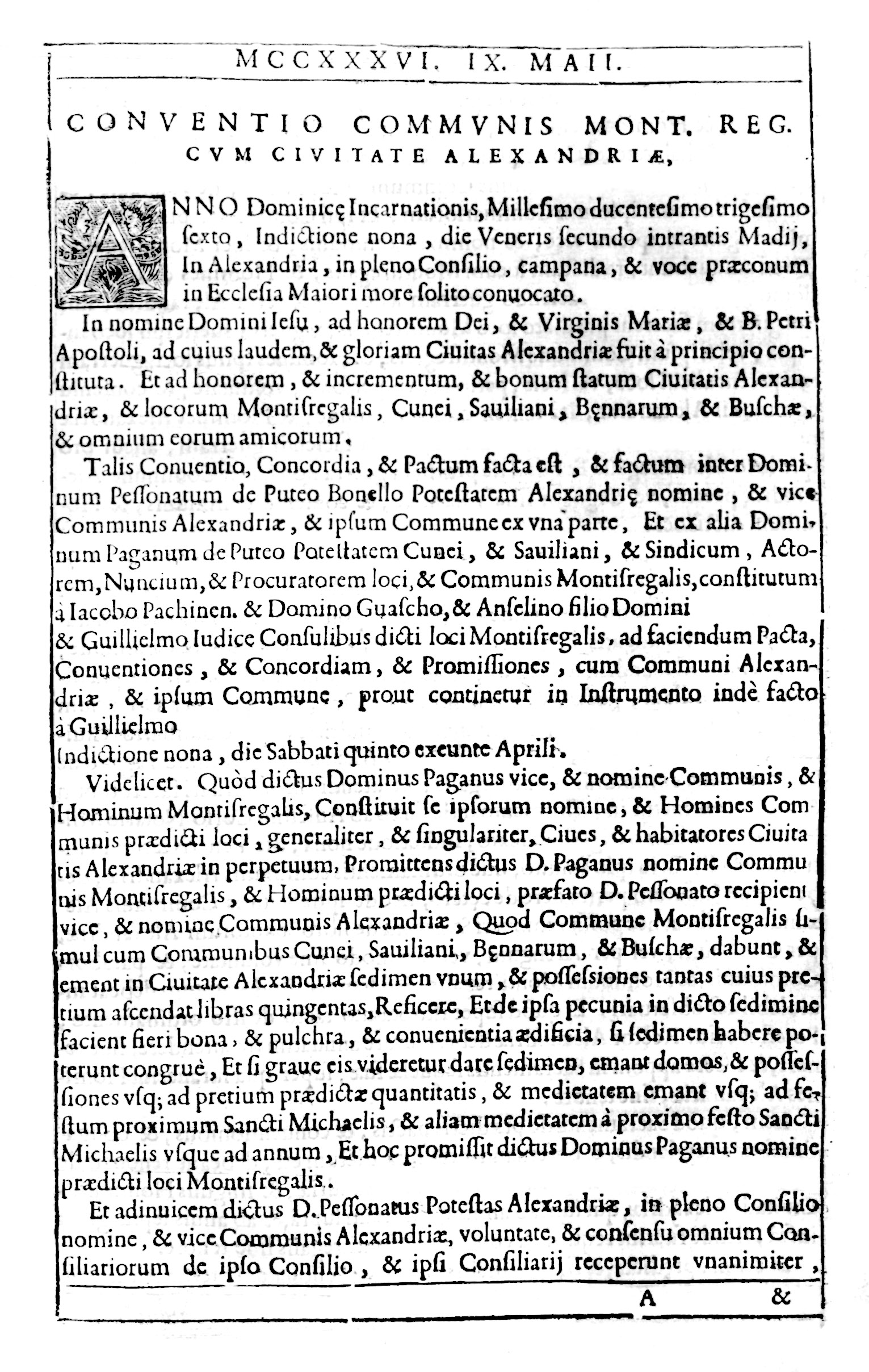
Accordo tra il comune di Mondovì e la città di Alessandria (Conventio Communis Montis Regalis cum Civitate Alexandriae), 1789

L'insediamento risulta esistente nel 1198, venendo attestato per la prima volta in tale documento come Cuneo. Tale insediamento, che prese fino al '500 il nome di Mons Regalis, nacque come aggregazione di alcuni abitanti di Carassone (nei pressi di Bastia, oggi indicante un altro luogo, un quartiere di Mondovì), Vasco e soprattutto Vico, numericamente superiori e definiti homines, e dunque non sottoposti ad alcun dominus loci.
L'indipendenza della cittadina fu breve, poiché il vescovo di Asti, unitosi al marchese di Ceva Guglielmo I, riuscì, nel 1200, a espugnarla e, nel 1231, a distruggerla. La città risorse nel 1232; formando una lega con i comuni di Milano, Cuneo e Savigliano, resistette a un nuovo attacco degli astigiani. Mondovì divenne per un certo periodo una sorta di cripto-signoria di Bressano negli anni '40 del '200, inserendosi in quei numerosi ma primi e spesso inconcludenti tentativi da parte di alcuni signori di creare un dominio su un Comune (come tentarono in questa altezza cronologica su più Comuni Oberto II Pallavicino ed Ezzelino III da Romano, entrambi filo-imperiali).
Poco dopo la cacciata di Bressano, Mondovì fu occupata nel 1260 da Carlo I d'Angiò divenendone signore, che aveva esteso i suoi domini in gran parte del Piemonte. Fu allora che apparve, per la prima volta nella storia, il nome di Piemonte, ad indicare i domini angioini situati ai piedi dei monti, per chi giungeva da Provenza o Lombardia. Nel 1274 ritornò sotto la sudditanza dei vescovi di Asti. Nel 1290, dietro pagamento in denaro, ottenne il riconoscimento dell'autonomia comunale. Gli ampi diritti e privilegi sovrani ottenuti dalla città diedero origine al nome con cui essa fu chiamata per tutto il Medioevo, Mons Regalis.
Nel 1305 iniziò la seconda dominazione angioina, cui succedettero i Visconti, i marchesi del Monferrato, gli Acaja e, dal 1418, i Savoia. Da quel giorno Mondovì crebbe fino a divenire, nel '500, la città più popolosa del Piemonte: vi fu pubblicato il primo libro stampato in Piemonte (1472) e fu sede dell'Università piemontese, dal 1560 al 1566.
Una data importante per Mondovì è l'8 giugno 1388, quando papa Urbano VI, con la bolla Salvator Noster, vergata a Perugia, a seguito di una petizione, presentata dal marchese Teodoro II del Monferrato, costituì la diocesi del Monte Regale. Ciò avvenne durante lo Scisma d'Occidente e la promozione di Mondovì a sede vescovile fu, probabilmente, concessa per la fedeltà dimostrata da Mondovì al legittimo papa di Roma, mentre la diocesi madre di Asti era passata all'obbedienza dell'antipapa francese. Tuttavia il vescovo di Asti conservò, per alcuni secoli, il diritto di elezione del vescovo di Mondovì. Comunque il vasto territorio tra Stura, Tanaro, Alpi Liguri e Marittime, già appartenuto all'antica diocesi e contea di Auriate (probabilmente distrutta dai Saraceni), fu scorporato dal vescovado di Asti e acquisì una propria importante identità. Ovviamente la nuova diocesi era suffraganea dell'arcidiocesi di Milano e il nuovo vescovo ottenne il titolo feudale di conte, ormai soltanto onorifico. La chiesa di San Donato martire, antica parrocchia e pieve del terziere più popoloso, quello di Vico, situata nella parte più alta del Quartiere Piazza, fu eretta a cattedrale. La diocesi giunse alla sua completa estensione geografica tra Stura, Tanaro, Alpi Marittime e Liguri con la bolla di papa Eugenio IV, nel 1440 (Cuneo, con l'antica abbazia benedettina di San Dalmazzo presso il Borgo di Pedona, era già stata aggregata definitivamente a Mondovì 2 anni prima, il 29 novembre 1438, sempre per decisione di papa Eugenio IV) e con la bolla di papa Pio II nel 1461.
Nel 1537 Mondovì fu occupata dai Francesi; con alterne vicende rimase nelle loro mani fino al 1559. Nel 1560 Emanuele Filiberto restaurò il dominio sabaudo sui territori monregalesi.
Un ruolo centrale nella storia di Mondovì spetta alle rivolte contro i duchi sabaudi, note come "le guerre del sale", che si susseguirono tra il 1680 e il 1699. Si trattò di 3 insurrezioni consecutive, ispirate da iniziativa popolare, allo scopo di difendere le antiche autonomie e franchigie comunali, negate dal duca sabaudo, teso a forgiare uno Stato centrale di stampo assolutistico sull'esempio della Francia di Luigi XIV. Mondovì si "era data ai Savoia", non era stato conquistata: nell'atto di donazione venivano riconosciuti i suoi "liberi statuti", ora negati dal duca.
Gli iniziali successi furono compromessi dalla nobiltà che, di fronte alla reazione del potere centrale, finì per assoggettarsi alla volontà dei Savoia. Paesi come Vico, poi Vicoforte dal 1862, Montaldo, Monastero Vasco, Briaglia e le Frabose (dove maggiormente si concentrava la resistenza alle truppe sabaude, messe in difficoltà da un'autentica guerriglia favorita dai luoghi impervi) furono devastati e le popolazioni deportate nelle pianure vercellesi al di là del Po, con divieto di far ritorno alle proprie case. Proprio in seguito a questi eventi, Mondovì che, fino ad allora, era stato uno dei comuni più popolosi, ricchi e vasti del Piemonte (comune esteso tra Alpi Liguri, Brobbio, Pesio, Tanaro), vide il suo territorio smembrato in vari comuni e precipitò in una grave crisi economica, protrattasi nei secoli successivi.

### Epoca napoleonica
Mondovì fu occupata, nel 1796, dalle truppe di Napoleone Bonaparte. Nei pressi di Mondovì, più precisamente a Cassanio, avvenne anche l'unica battaglia vinta dalle truppe piemontesi, durante la campagna d'Italia del 1796. Venne combattuta tra un gruppo di dragoni piemontesi sbandati, circa 300, e una compagnia di cavalleria francese, comandata del generale di divisione Henri Stengel. Le truppe sabaude colsero di sorpresa, con alcune cariche di cavalleria, i francesi che, credendo di trovarsi davanti l'intera cavalleria piemontese, si dispersero, subendo gravi perdite; lo stesso Stengel venne ferito gravemente e trasportato nella cappella di San Paolo (località Bertoni). Morì nell'ospedale di Carassone, sette giorni dopo, pronunciando le parole "Le roi me connaît", interpretata come una conversione al cattolicesimo, e venne seppellito nella chiesa di San Giovanni in Lupazzanio, a Carassone. Tuttavia la tomba fu smantellata, durante la successiva ristrutturazione della chiesa, nella prima metà dell'800.
Il Monregalese venne devastato dalla riconquista del 1799, allorché le truppe austro-russe invasero il Piemonte; si combatté casa per casa, porta per porta; tornò a Napoleone, poi entrò a far parte dell'impero francese (dipartimento della Stura), dopo la decisiva battaglia di Marengo (1800); venne infine restituito ai Savoia nel 1814.

### Seconda guerra mondiale
Nel periodo della RSI a Mondovì si stabilì il comando della IV divisione panzer tedesca e un manipolo di SS con a capo il comandante Theo-Helmut Lieb che si insediò nella cittadella; questi impose il divieto di tenere le mani in tasca, quello di passeggiare in strada (solo sui marciapiedi si poteva), e il divieto di circolare in gruppi di più di 4 persone. Della sua presenza furono molti i ricordi, una volta per procacciarsi i viveri i partigiani entrarono armati in città, e i cittadini uscirono festanti ad accoglierli con il tricolore. Lieb ordinò un rastrellamento dove fece 2000 prigionieri che mandò a piedi per 25 km fino a Cuneo per essere deportati in Germania; grazie all'intercessione del vescovo Sebastiano Briacca e del comandante dei carabinieri così non fu, anche se 40 ragazzi furono obbligati a entrare a far parte dell'Esercito Nazionale Repubblicano.
Il controllo delle operazioni anti-partigiane venne affidato al tenente dei cacciatori degli Appennini, Alberto Farina, catturato a Ceva, il 26 aprile 1945 dai partigiani e fucilato, assieme alla fidanzata (ausiliaria RSI) e ad altri fascisti locali, il 30 aprile del 1945, in piazza della Repubblica (Breo).  Il 27 aprile del 1945, quasi alla fine del conflitto, il comandante locale dei partigiani Mauri offrì a Lieb la resa, la sua risposta fu: "Ho abbastanza potere e abbastanza armi da far saltare in aria tutta Mondovì. Comunque riferitegli che farò saltare i ponti". Mondovì restò intatta ma alcuni ponti vennero fatti brillare durante la ritirata tedesca.
Nella zona operò anche la V Divisione Alpi "Mondovi" (di cui fece parte Gino Mellano, medaglia d'oro al valor militare).

### Dopoguerra
Per ovviare alle difficoltà di collegamento tra la parte alta e quella bassa, nel 1880 venne costruita una funicolare, sulla scia di quelle costruite a Torino verso Superga e il monte dei Cappuccini. Funzionante inizialmente a contrappeso d'acqua, quindi a vapore, infine con motore elettrico, la funicolare fu chiusa nel 1976. È stata ricostruita e inaugurata il 16 dicembre 2006.
A partire dai primi anni del '900, la città si è espansa sull'altopiano fronteggiante la collina, al di là dell'Ellero; inoltre con la localizzazione della nuova stazione e i nuovi rioni di Altipiano e Ferrone, che con circa 10 000 abitanti, risultano essere i rioni più popolosi della città.
Con il piano regolatore del 2005 sono stati costruiti nuovi edifici residenziali (Altipiano "bis") dietro quelli già esistenti, oltre alla costruzione del parco commerciale di Mondovicino nel 2007, del nuovo ospedale e di un retroporto per l'area portuale di Savona.

### Simboli
Lo stemma, il gonfalone e la bandiera della Città di Mondovì sono stati concessi con decreto del presidente della Repubblica del 19 marzo 2014.
Lo stemma storico si trova blasonato: Di rosso, alla croce di argento, caricato, al piede, di tre monti di verde, uscenti dalla punta dello scudo.
Sia il gonfalone che la bandiera della Città sono costituiti da un drappo di bianco.

### Onorificenze
Mondovì è tra le città decorate al valor militare per la guerra di liberazione; insignita della medaglia di bronzo al valor militare per i sacrifici delle sue popolazioni e per l'attività nella lotta partigiana durante la seconda guerra mondiale:

## Monumenti e luoghi d'interesse

### Architetture civili

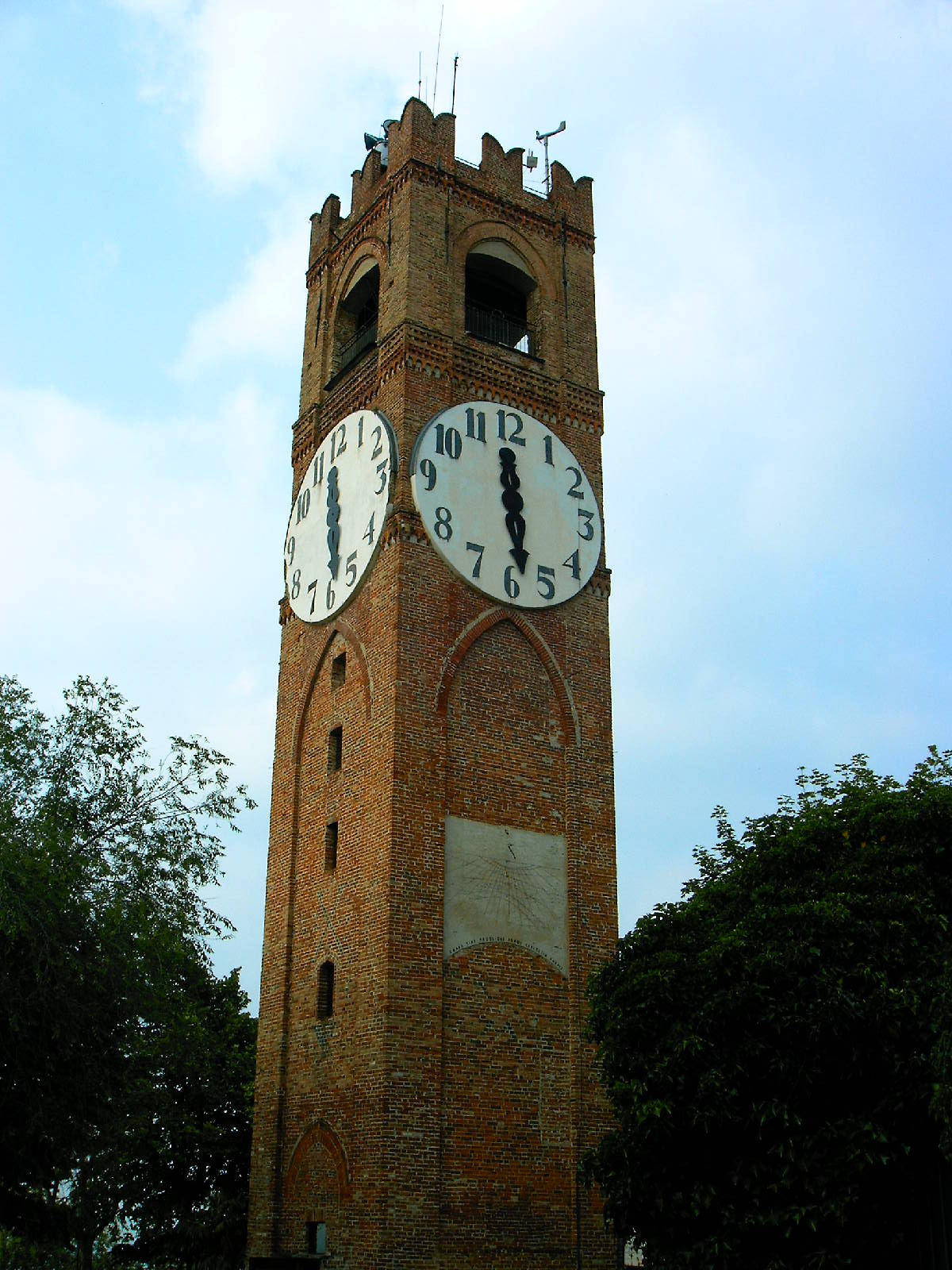
La torre civica del Belvedere.

- Le mura e la torri medioevale (Il Belvedere con la Torre civica detta anche dei Bressani del XIII secolo) fu eretta tra il '200 e il '300, in forme gotiche, poi modificate lungo i secoli è alta 29,10 metri, ha monofore ogivali e merli. Venne usata anche come campanile della ora distrutta chiesa di Sant'Andrea. Come ricorda una lapide, nel 1762 servì a Giovanni Battista Beccaria come punto trigonometrico per la determinazione della lunghezza di un arco meridiano. Notevole è il panorama dalla cima, offrendo una vista a 360º su Langa, pianura, Alpi, borghi circostanti.
- Le antiche piazze e le scenografiche facciate (la gotica piazza Maggiore XIV - XVI secolo)
- Il palazzo dei Bressani.
- Il palazzo del Governatore con sulla facciata vari dipinti emblemi e stemmi, in particolare quelli dei Governatori e dei Casati che governarono la città. Ripristinati durante le recenti opere di restaurazione.
- Il Palazzo di città.
- Il palazzo Fauzone da Germagnano.
- Sulla strada per il belvedere, il Vescovado, tuttora residenza del prelato.
- La porta di Carassone.
- Il palazzo del Tribunale, antico Collegio dei Gesuiti che domina la veduta dall'alto della funicolare. Sulla parete meridionale, sono affrescati dodici meridiane disposte su tre livelli e racchiuse in cornici barocche.
- La funicolare, completamente rinnovata nel 2006, unisce il centro storico di Piazza a quello di Breo, permette ai passeggeri di avere una veduta sulla Città e sulle Alpi.
- L'antico Teatro della città, situato in Via delle Scuole, ormai chiuso da decenni.
- La manierista Casa Jacod.
- Sulla parte opposta dell'oblunga collina, la grande caserma, prima degli Alpini e poi negli ultimi decenni dello scorso secolo Scuola della Guardia di Finanza. Attualmente in disuso, abbandonata ed in attesa di una nuova destinazione.
- L'ex antico ospedale di Santa Croce, abbandonato e vandalizzato dopo la costruzione del nuovo Montis Regalis.
- Il palazzo dell'Istituto Baruffi.

### Architetture religiose
- La Cattedrale di San Donato 1743 - 1757 opera di Francesco Gallo.
- La Chiesa di San Francesco Saverio, detta "La Missione" 1664 - 1678 con i capolavori pittorici di Andrea Pozzo
- La Cappella di Santa Croce - XIV secolo con cicli degli affreschi gotici.
- La chiesa di santa Chiara
- La chiesa della Misericordia
- Il convento di Nostra Donna.
- La Chiesa delle teresiane,
- La cappella di san Rocco delle Carceri
- Il Vescovado.
- La settecentesca sinagoga.

### Architetture civili
- La Fontana del Girotondo: "Goj d'esse a Mondvì" ("la gioia di essere a Mondovì"), opera scultorea in bronzo, dell'Artista Sergio Unia, eretta nel 2002. Al centro della principale rotonda, che smista il traffico cittadino.
- La piazza San Pietro.
- La Fontana del Delfino. Originariamente una statua, installata a fine Ottocento, opera di Gioacchino Sciolli, in quella piazza si svolgeva il mercato del pesce. Fu in seguito rimossa e di lei si persero le tracce. A fine anni ’980, l'amministrazione comunale decise di costruire l'attuale fontana con un'opera dello scultore Giulio Avagnina.
- il palazzo con facciata dipinta in piazza San Pietro.
- Le meridiana su un palazzo in piazza San Pietro.
- La torre di piazza Gherbiana: la leggenda narra che al suo interno si nasconda una bellissima principessa.
- La ex stazione ferroviaria, ora adibita a locali bancari e bar-ristorante.
- La chiesa sconsacrata, di Santo Stefano, ora adibita a sala mostre.

### Architetture religiose
- la chiesa di Sant'Agostino

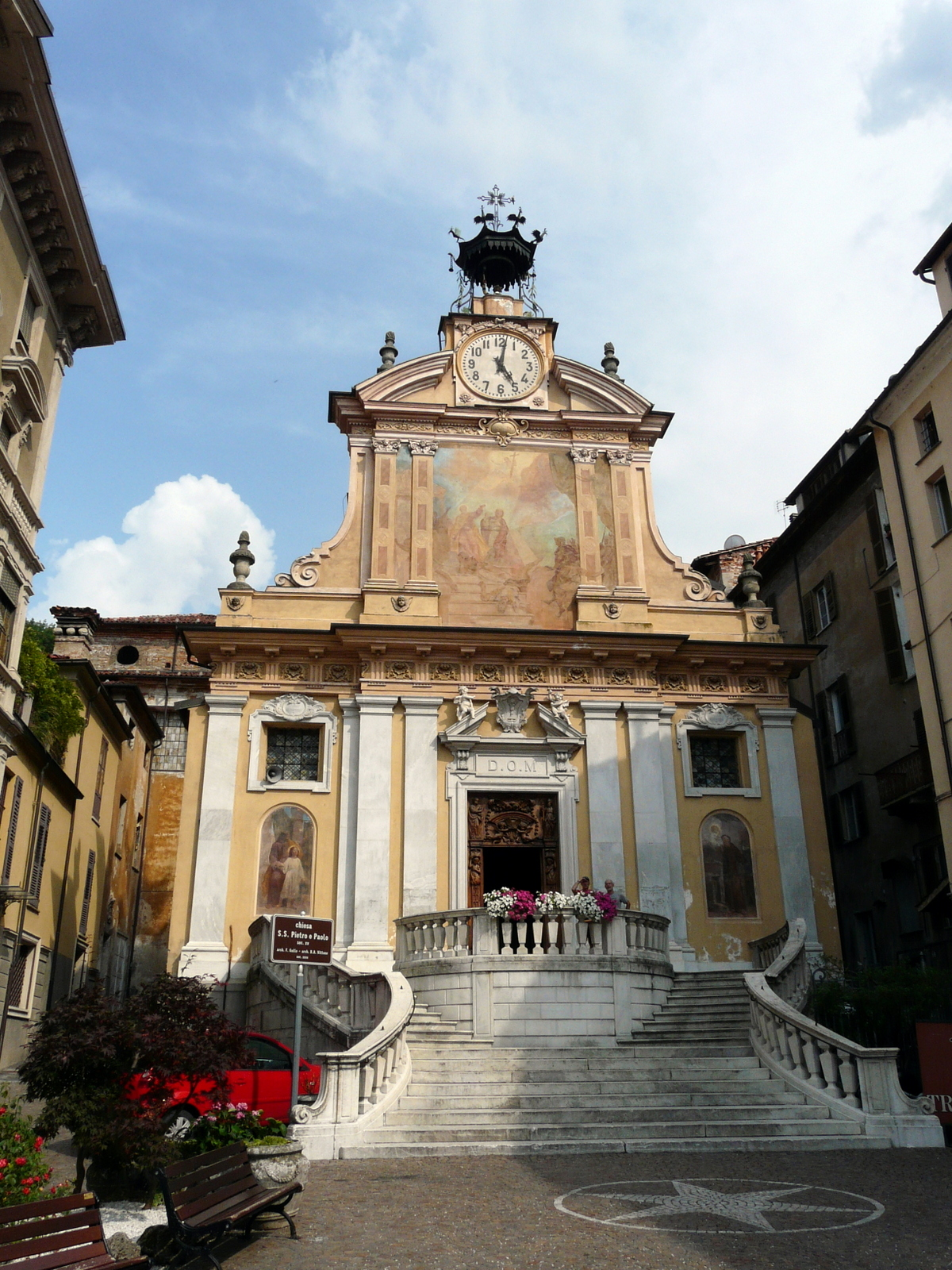
La chiesa dei Santi Pietro e Paolo, in piazza San Pietro

- la chiesa dei santi Pietro e Paolo, (detta anche chiesa del Moro), la cui leggenda vuole che le truppe napoleoniche presero a fucilate il Moro, posto nella torretta al di sopra della chiesa di san Pietro, credendo fosse una vedetta addetta a dare l'allarme.
- la barocca San Filippo, recentemente ristrutturata
- la cappella di San Rocco
- la cappella della Madonna delle Grazie

### Rione Carassone
Borgo di antichissima origine che conserva qualche resto di epoca medioevale. Altimetria 408 m.
- Il Cottolengo.
- la parrocchiale dei Santi Giovanni ed Evasio (originariamente detta San Giovanni in Lupazzanio) con abside poligonale e campanile cuspidato a monofore e bifore di stile romano gotico. Sulla facciata è presente un affresco del Vinai e alcune statue di Stefano Brilla. L'interno è a 3 navate (quella mediana è assai ampia), ricche di decorazioni a stucco e dorature; 2 affreschi del '600 nella Cappella della Beata Vergine del Rosario; 2 statue lignee di Antonio Roasio: San Luigi e Madonna delle Grazie; una statuetta argentea di Sant'Evasio; organo dei Fratelli Vittino di Centallo (secolo XIX)
- la chiesa sconsacrata di Sant'Evasio
- la cappella di Santa Maria delle Vigne, eretta nel '300, adornata da affreschi della fine del '400 (molti dei quali deperiti o rimaneggiati in epoca successiva) attribuiti a Giovanni Mazzucco. Questa chiesa è presente nell'elenco dei monumenti nazionali

### Rione Borgato
- la cappella dell'Annunziata
- la Madonna della Neve
- la cappella di San Rocco
- la parrocchiale dedicata a Maria Vergine Assunta

### Rione Altipiano
- L'imponente Viadotto ferroviario che con le sue arcate sovrasta la Città, collegando l'Altipiano con la galleria che attraversa la collina di Piazza, sulla Ferrovia Torino-Fossano-Savona, fu costruito all'inizio del Novecento: i primi lavori alla fine del 1912, poi terminati a causa della prima guerra mondiale tra il 1915 e 1916 anche col lavoro dei prigionieri austriaci. La ferrovia Torino-Fossano-Savona entrò in funzione nel 1933 dopo aver scavalcato tutte le asperità dovute alle Alpi. Le arcate centrali, vennero fatte saltare nell’aprile del ’45 dai nazisti in fuga, per ordine del comandante Theo-Helmut Lieb, poi processato e condannato per crimini di guerra. Vennero ricostruite nel 1947.
- Il parco della Torretta, con la spettacolare veduta su Breo e sulla collina di Piazza.
- Il Memoriale monumento ai Caduti.
- Le varie ville in stile razionalista e floreale su via baluardo Montegrappa e via Vigo.
- La stazione ferroviaria chiamata "nuova", con davanti i giardini dedicati ai Martiri delle foibe ed il complesso del Grattacielo.
- La Piazza Monteregale, come giunzione tra Corso Italia con Corso Europa, coronata dai palazzi del grandangolo e la Chiesa del Sacro Cuore al centro.
- Il cimitero.
- Il cimitero Ebraico.
- La scultura monumentale di Fernando Bassani presso il cimitero cittadino: “Nella certezza di non morire”

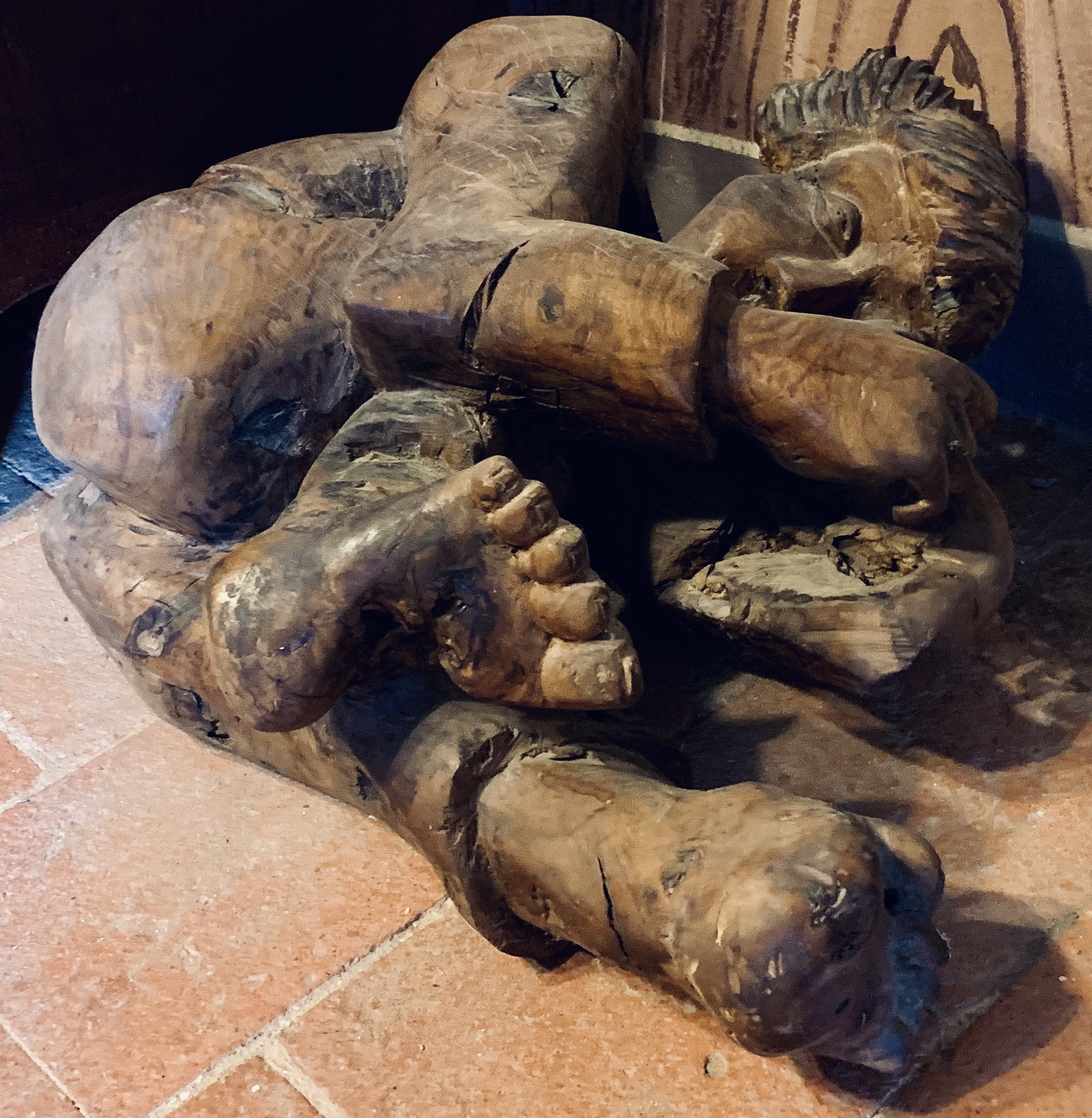
Gloria alla diversità, 2010. Ezio Dadone, cresciuto nel rione

- La grande zona industriale (già oltre il rione Altipiano, nel rione industriale) sita tra la strada statale per Magliano Alpi (direzione Torino) ed il raccordo all'Autostrada A6.
- la chiesa della Riconciliazione
- la Chiesa del Sacro Cuore

### Rione Ferrone
- la cappella di San Bernardo delle Forche, con all'interno uno splendido esempio di pittura gotica. Costruita sulla antica strada per Cuneo, su una collina dominante il panorama e luogo delle esecuzioni dei criminali.
- la cappella di San Bernolfo

## La comunità ebraica di Mondovì
Mondovì fu sede, dal '500 fino alla Seconda guerra mondiale, di una piccola ma fiorente comunità ebraica. A testimonianza della sua storia rimangono l'area del vecchio ghetto, con la sinagoga settecentesca, e il cimitero a Mondovì Altipiani, dietro a quello cittadino.

## Società

### Evoluzione demografica
Abitanti censiti

### Etnie e minoranze straniere
Secondo i dati Istat al 31 dicembre 2017, i cittadini stranieri residenti a Mondovì sono 2 860, così suddivisi per nazionalità, elencando per le presenze più significative:
1. Marocco, 916
2. Romania, 664
3. Albania, 249
4. Repubblica Democratica del Congo, 184
5. Nigeria, 105
6. Cina, 75
7. Costa d'Avorio, 62
8. Senegal, 47
9. Repubblica di Macedonia, 42
10. Francia, 29

## Cultura

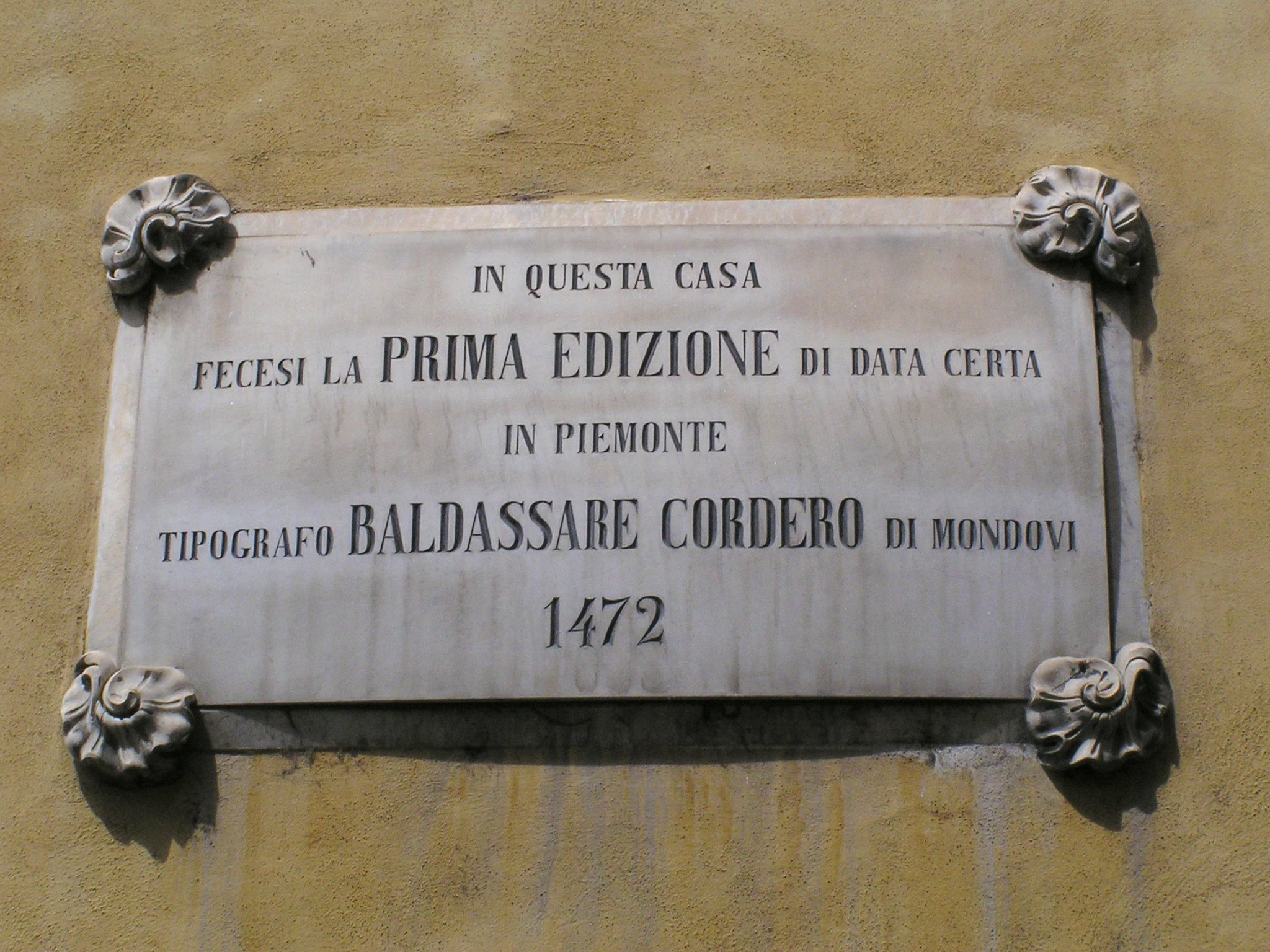
Lapide commemorativa della prima stampa in Piemonte a opera di Baldassarre Cordero, nel 1472.

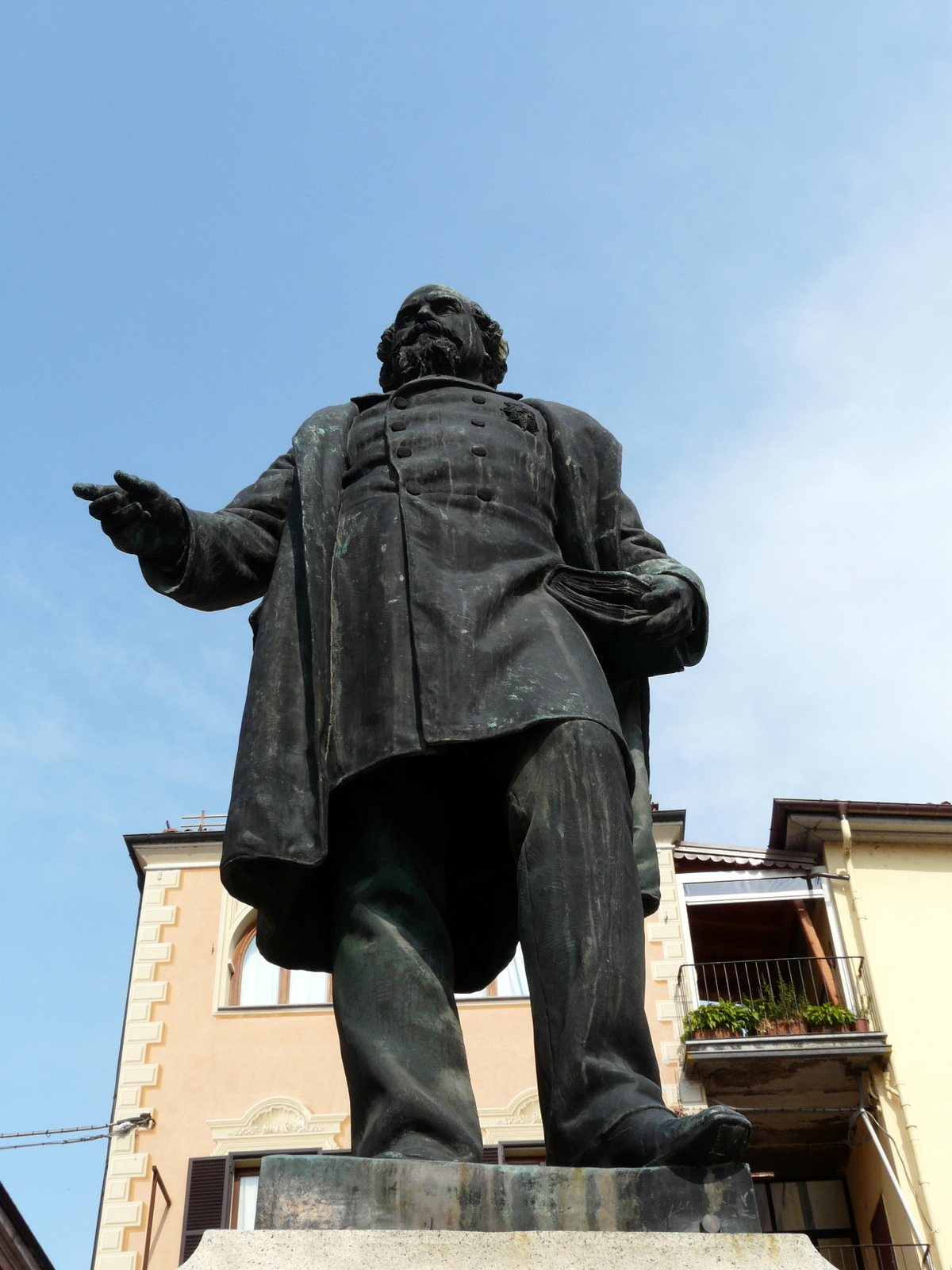
Monumento al medico e senatore Giovanni Garelli

Mondovì è stata sede decentrata del Politecnico di Torino dal 1990 con tre facoltà del Politecnico di Torino (II Facoltà di Architettura e I e III di Ingegneria).

### Musei
- Museo della ceramica vecchia,[21] situato all'interno del Palazzo Fauzone di Germagnano
- Museo Civico della Stampa[22]

### Cucina

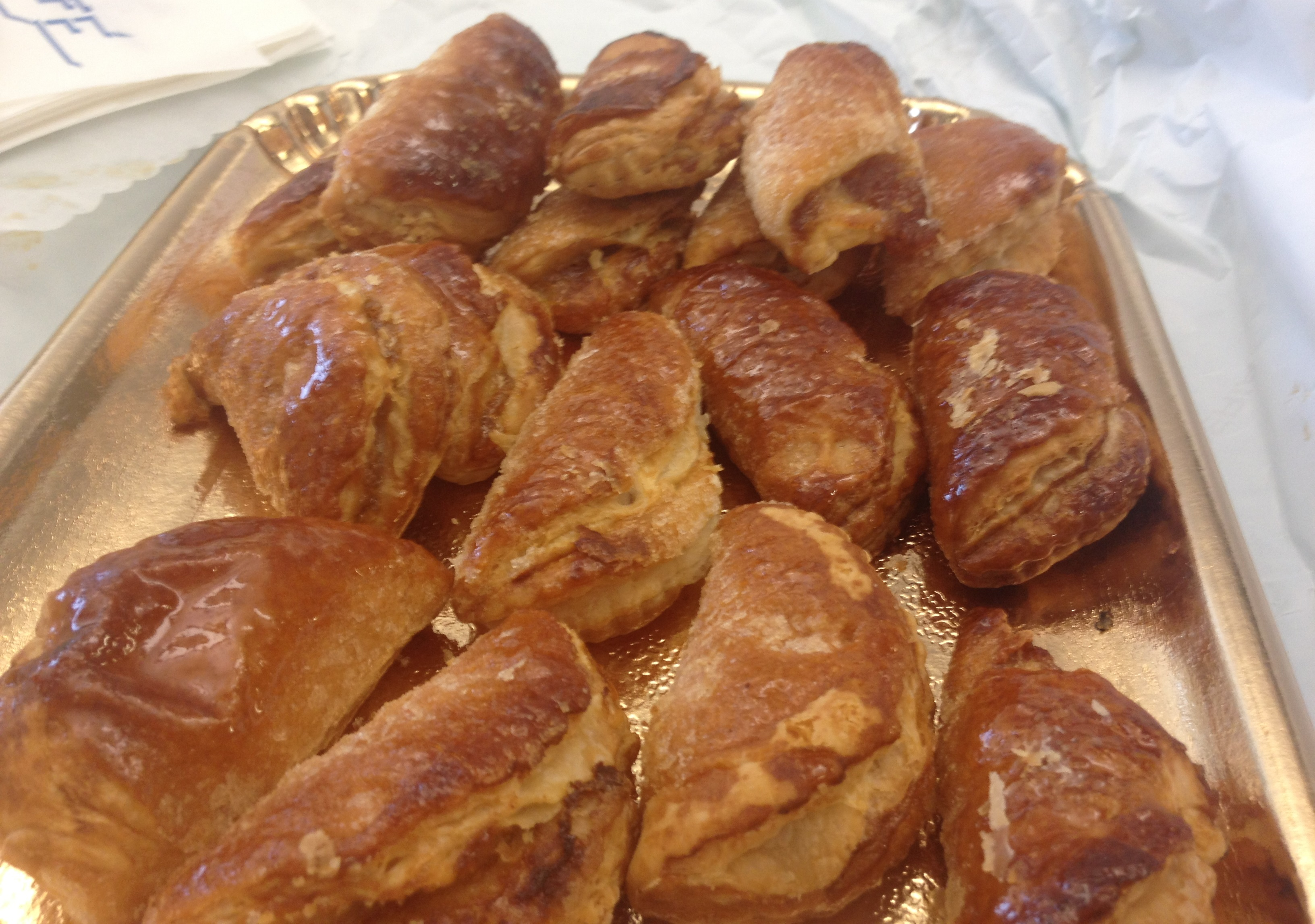
Risole di Mondovì, dolce tipico

Tipiche di Mondovì sono le risole (dolcetti di pasta sfoglia) farcite con marmellata di albicocche, un tempo cucinate a Carnevale, ora reperibili tutto l'anno.
Altro prodotto tipico è un liquore a base di erbe, creato nel 1924, chiamato "Rakikò".

### Eventi
- Raduno Aerostatico Internazionale dell'Epifania[24]. Si svolge ogni anno il 6 di gennaio.
- Carlevè 'd Mondvì (Carnevale di Mondovì),[25] che ricorda l'invasione dei Mori con rievocazioni storiche, l'elezione della Bela Monregaleisa e le tradizionali sfilate dei carri allegorici
- Fiera di Primavera, nel centro storico della città. I settori espositivi sono: autovetture, moto e motori, macchine e attrezzature agricole, edilizia e casa, tempo libero, giardinaggio, artigianato, prodotti agricoli, fiori, piante e giardini, promozione del territorio, animazione per bambini.[26]
- Monregale Classic[27]. Raduno di auto storiche e youngtimer.
- Meeting di Primavera Meeting nazionale di atletica leggera presso la pista di atletica sita in zona "Beila". Da alcuni anni si svolge il 2 giugno. In questa manifestazione sono passati campioni come Koura Kaba Fantoni e Andrew Howe Besozzi.[28]
- Giornata del Naso Rosso - GNR[29] evento nazionale di raccolta fondi per progetti di clownterapia organizzato dalla Federazione di Volontariato VIP ViviamoInPositivo Italia ONLUS,[30] che annovera tra le sue file l'Associazione MondoVIP ONLUS,[31] i cui volontari clown di corsia visitano ogni sabato pomeriggio i reparti del nuovo ospedale policlinico S.Croce di Mondovì.
- Gin Italy[32]. Manifestazione legata al ginepro, alla produzione e degustazione di Gin.
- Doi Pass[33]. Tutti i mercoledì di luglio animazione e negozi aperti nel rione Breo.
- Mondovì e Motori[34]. Una kermesse inserita nel calendario ASI, appuntamento di spicco a livello nazionale ed internazionale, con vetture che sono veri e propri capolavori di meccanica costruiti prima del 1940.
- Piazza di Circo[35]. Festival di arte circense.
- Mostra dell'Artigianato nel mese di agosto, nel centro storico di Piazza.[36]
- 7 settembre - Festeggiamenti della Madonna del Santuario di Vicoforte.[37]
- Illustrada[38] - Festival di letteratura e illustrazione per ragazzi
- Calici e Forchette[39]. Manifestazione enogastronomica.
- Cavoli tuoi - Fiera di San Martino[40]. Fiera dedicata alle tipicità locali, con distribuzione di specialità gastronomiche locali.

## Sport
Mondovì è stata sede, assieme a Torino, Collegno e Avigliana, delle Olimpiadi dell'aria 2009: la città è un importante centro di ritrovo annuale di mongolfiere.

### Pallavolo
La città è sede della Pallavolo Mondovì, militante in Serie A2 femminile.

### Calcio
Sul piano calcistico, la maggiore realtà della città è il Monregale Calcio SCSD, militante in Eccellenza.

## Infrastrutture e trasporti

### Strade
Mondovì è sulla direttrice denominata Strada statale 28 del Colle di Nava ed è servita da un'apposita uscita dell'autostrada A6.

### Ferrovie e tranvie
Servita da una stazione ferroviaria lungo la linea Torino-Savona, la città era, un tempo, al centro di un importante snodo ferro-tramviario, comprendente la ferrovia Mondovì-Bastia (con la stazione di Mondovì Breo), la ferrovia Cuneo-Mondovì, la tramvia Fossano-Mondovì-Villanova e la tramvia Mondovì-San Michele, che serviva anche il celebre santuario di Vicoforte. Attualmente, la Tramvia Fossano-Mondovì costituisce parte della moderna Ferrovia Torino-Savona, mentre il tratto per Villanova Mondovì non esiste più; il tratto Bastia Mondovì-Mondovì Breo- Mondovì (quasi interamente ancora armato) risulta soppresso dal 1º gennaio 1986, mentre il tratto Mondovì - Cuneo, inizialmente sospeso in seguito all'alluvione del 1994, in seguito riaperta al traffico nel 2006, è stata nuovamente sospesa dal 2012 (ed è completamente armato).

### Mobilità urbana
Da Mondovì Breo parte il percorso della funicolare di Mondovì, che conduce alla parte alta della città, in località Piazza.
Mondovì è servita anche da 5 linee urbane, operate da Bus Company; ha numerosi collegamenti suburbani, operati da Bus Company e da altre aziende di trasporto pubblico.

## Amministrazione
Con i comuni limitrofi di Vicoforte, Villanova Mondovì, Carrù, Magliano Alpi e Monastero di Vasco Mondovì forma un'area urbana di circa 38 538 abitanti.
| Periodo | Periodo   | Primo cittadino                | Partito           | Carica      | Note   |
| ------- | --------- | ------------------------------ | ----------------- | ----------- | ------ |
| 1988    | 1990      | Pier Luigi Gasco               | DC                | Sindaco     |        |
| 1990    | 1994      | Michelangelo Giusta            | PLI               | Sindaco     | [ 43 ] |
| 1994    | 1994      | Lorenzo De' Luca Di Pietralata |                   | Comm. pref. |        |
| 1994    | 1997      | Riccardo Vaschetti             | Lega Nord         | Sindaco     | [ 43 ] |
| 1997    | 1998      | Mario Daniele                  |                   | Comm. pref. |        |
| 1998    | 2002      | Riccardo Vaschetti             | Lega Nord         | Sindaco     |        |
| 2002    | 2007      | Aldo Rabbia                    | centro-destra     | Sindaco     |        |
| 2007    | 2012      | Stefano Viglione               | centro-destra     | Sindaco     |        |
| 2012    | 2017      | Stefano Viglione               | coalizione civica | Sindaco     |        |
| 2017    | 2022      | Paolo Adriano                  | coalizione civica | Sindaco     |        |
| 2022    | in carica | Luca Robaldo                   | coalizione civica | Sindaco     |        |

## Galleria d'immagini

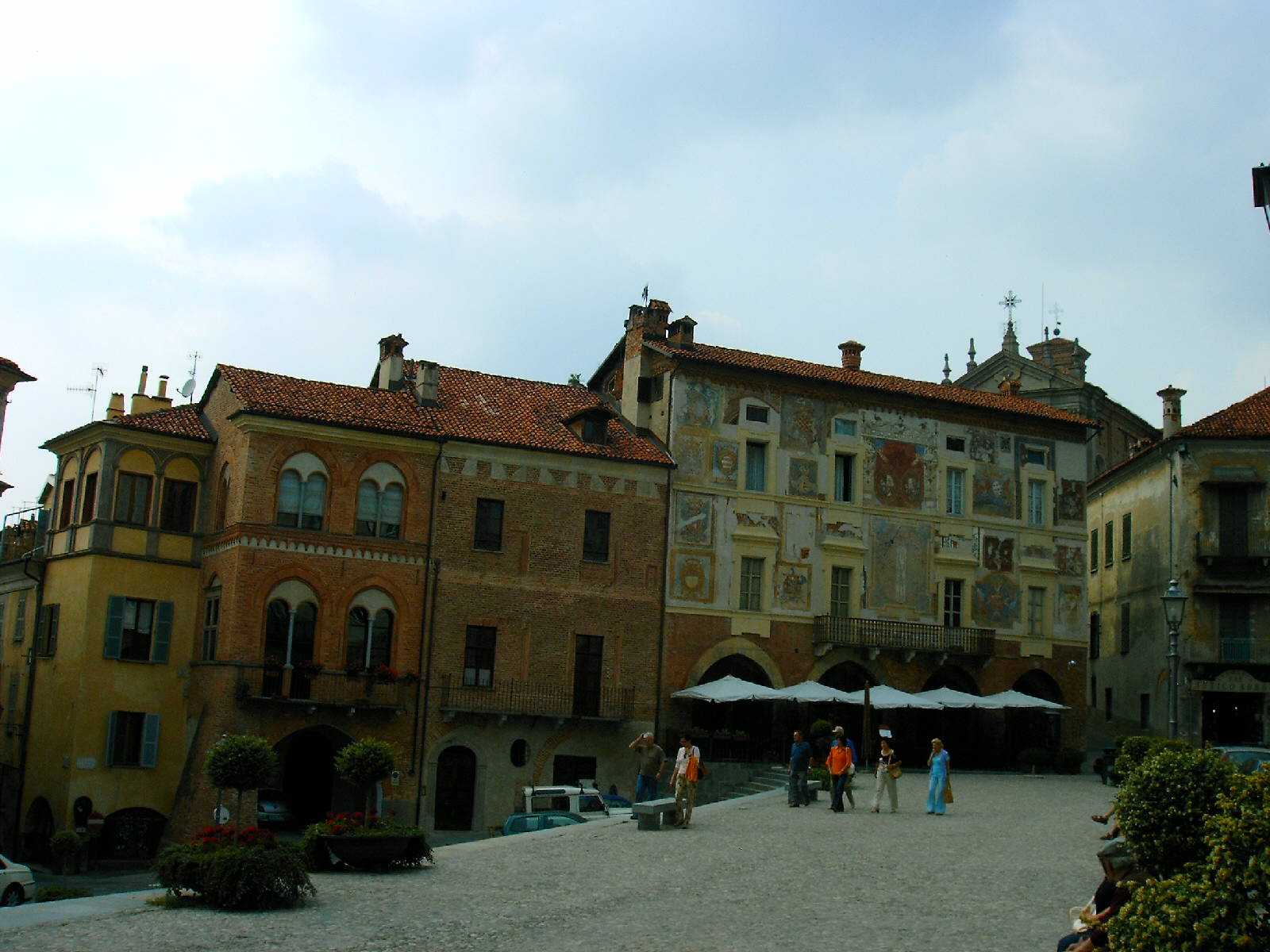
Piazza Maggiore
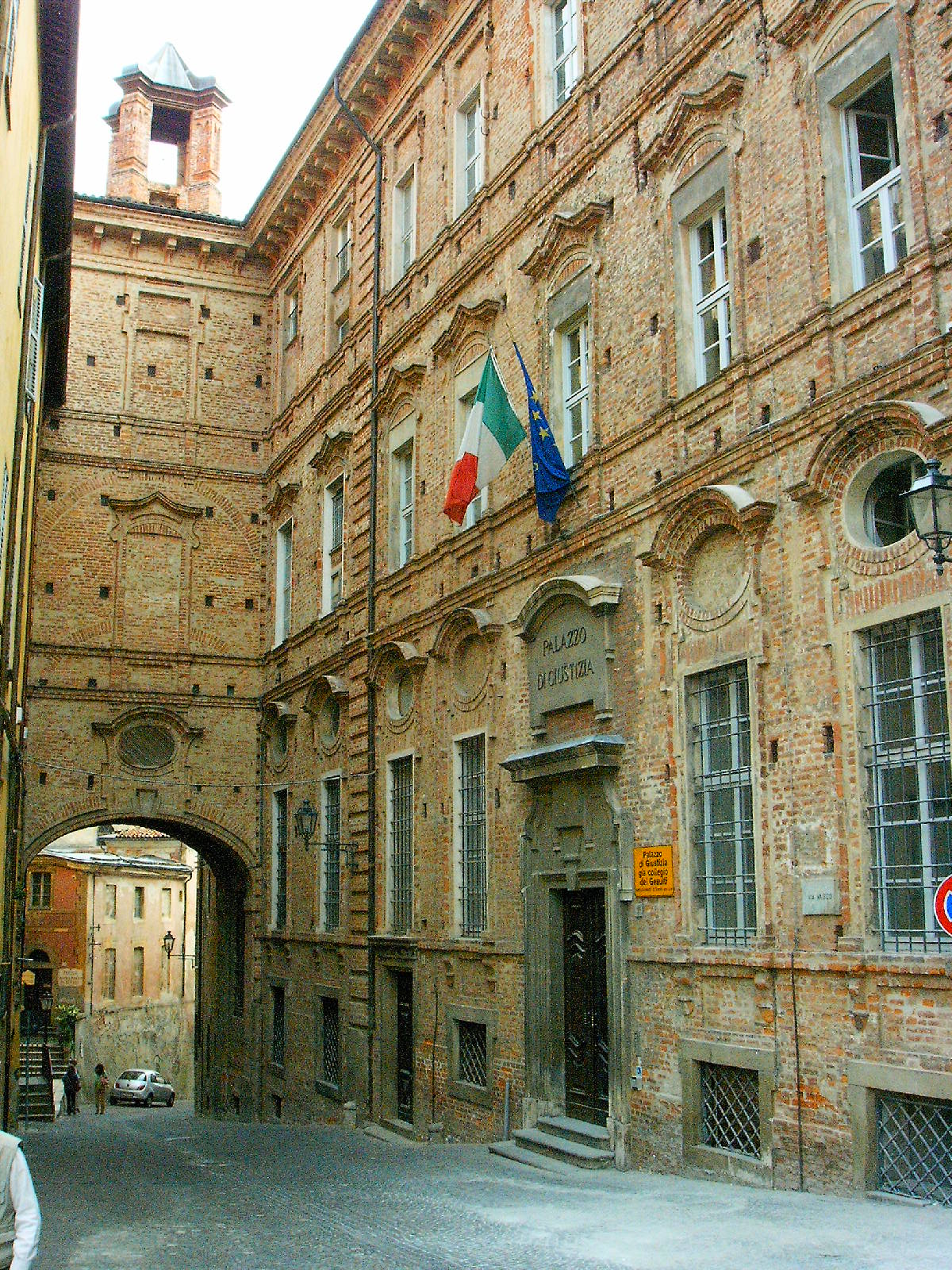
Il Palazzo di Giustizia
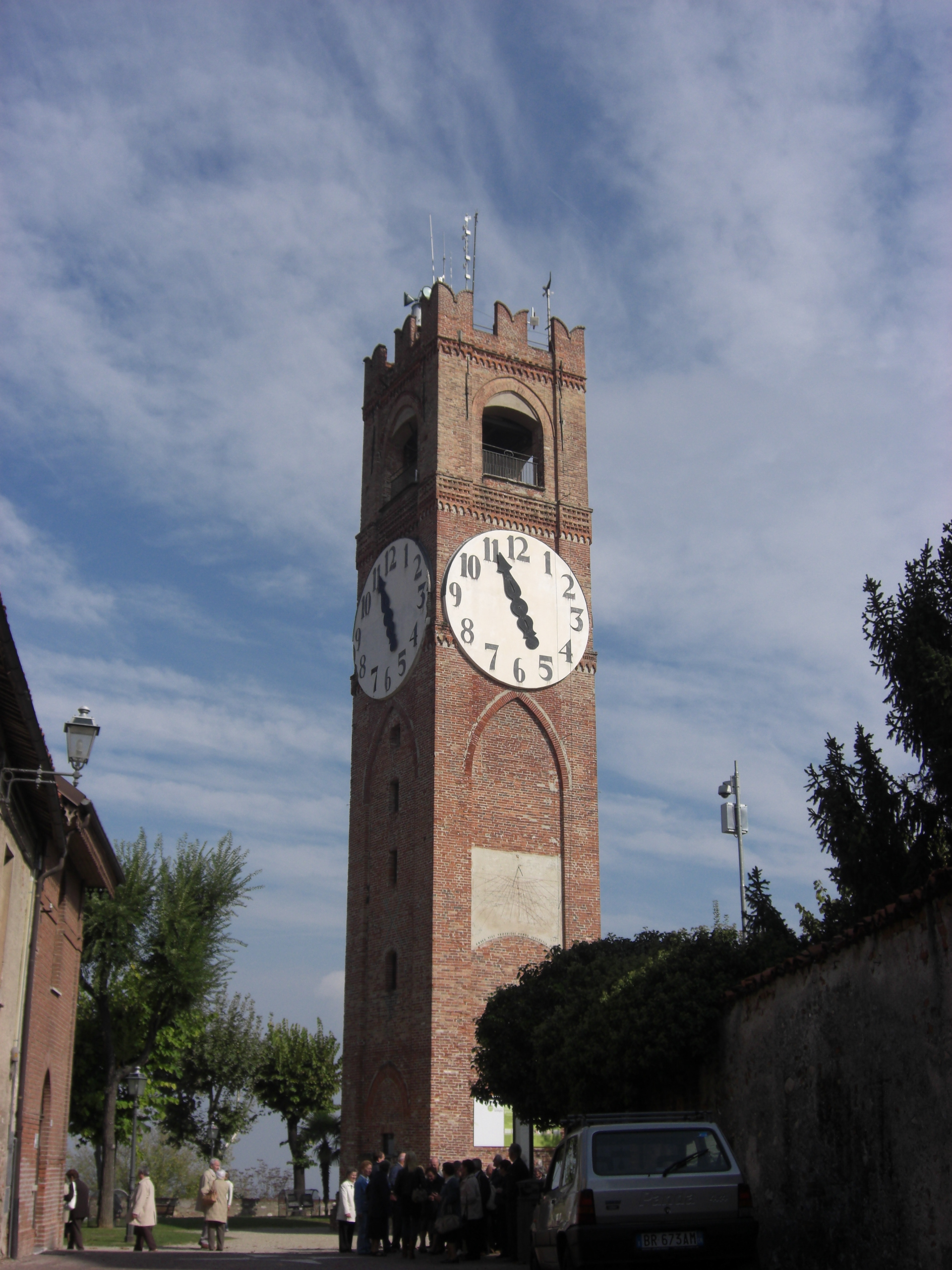
La torre civica
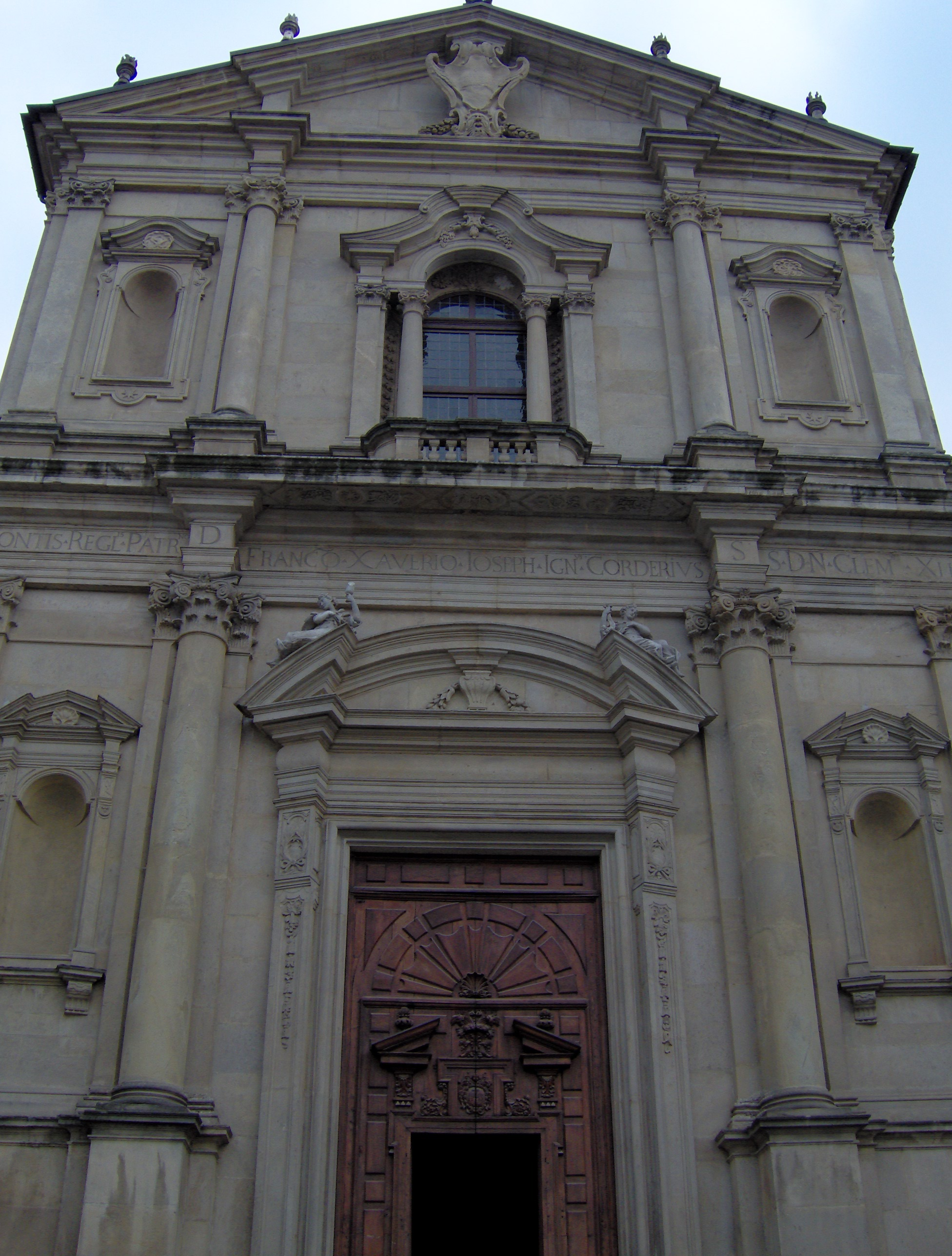
Chiesa della missione
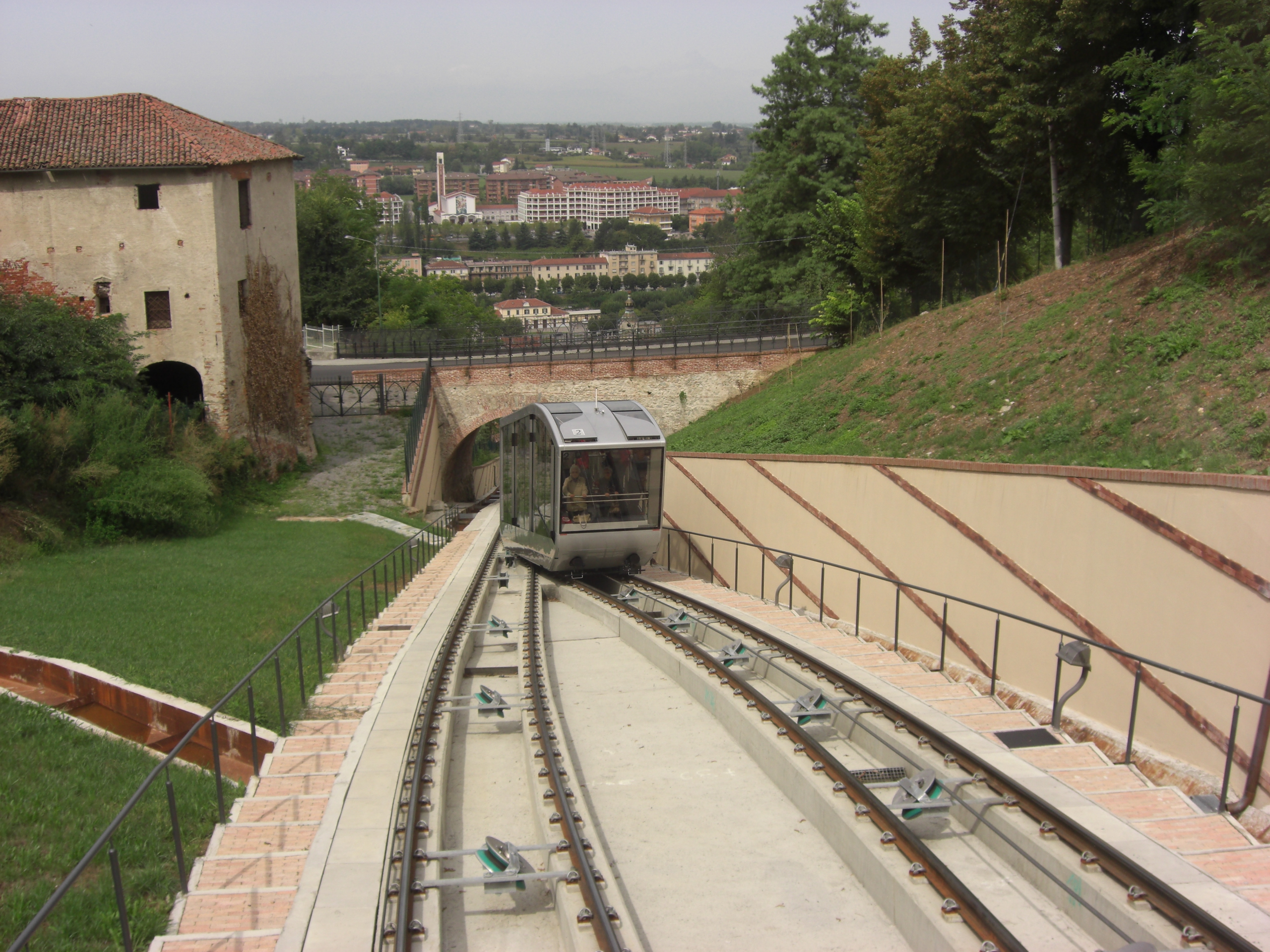
Funicolare di Mondovì